# Croix de Cantorbéry

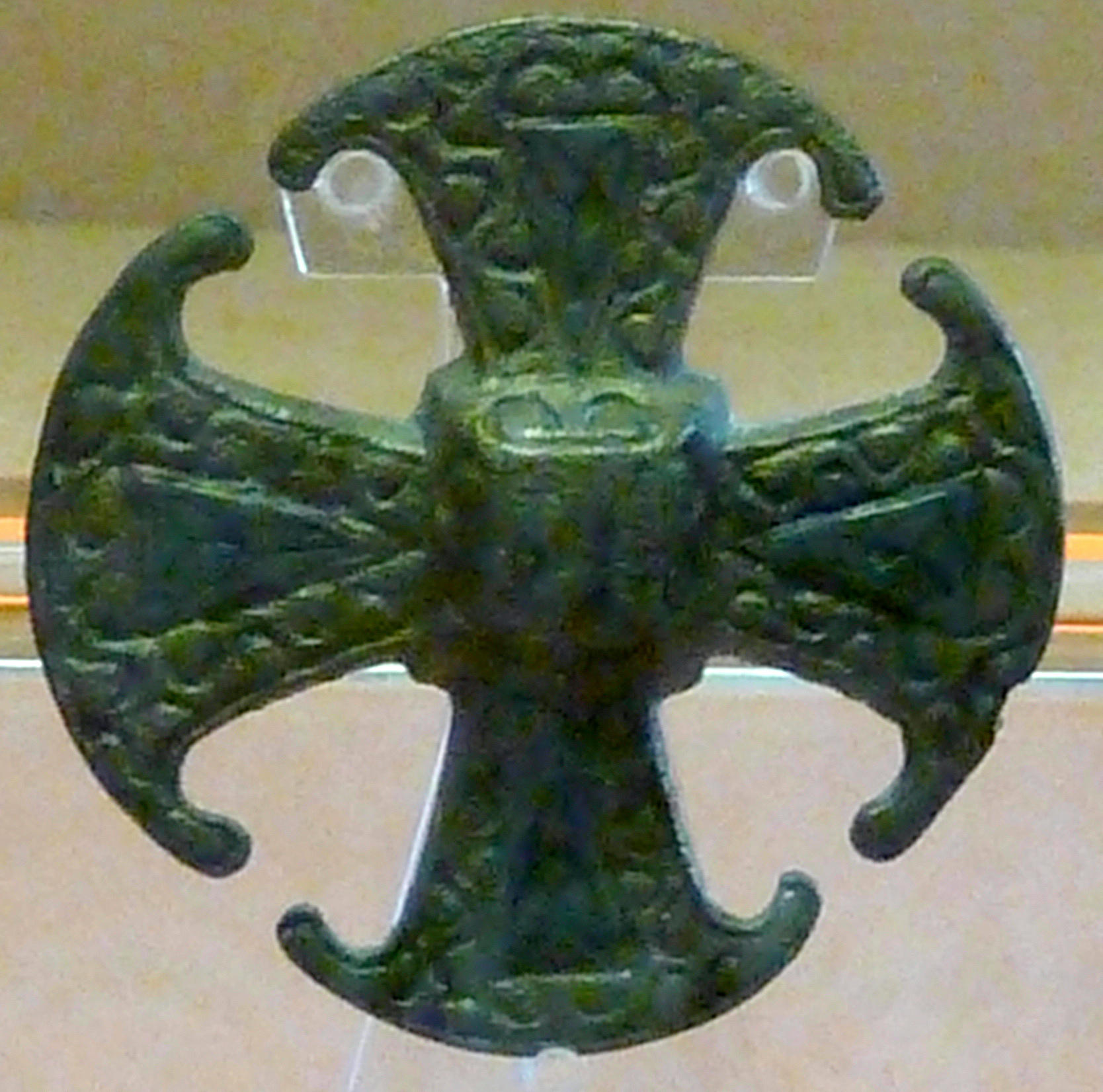
La croix d'origine (milieu du IXe siècle)

La croix de Cantorbéry ou croix de Canterbury est l'une des croix qui symbolisent la foi chrétienne, et plus particulièrement l'anglicanisme, dont elle est l'un des emblèmes caractéristiques. Elle doit son nom à son modèle d'origine, une fibule saxonne datant de l'année 850 environ et découverte en 1867 lors de fouilles archéologiques dans la ville de Cantorbéry.

## Description
La croix d'origine, exposée au Beaney House of Art and Knowledge, est une fibule cruciforme de bronze comportant des panneaux triangulaires plaqués d'argent, marquée d'une triquetra niellée d'émaux. Du petit carré central partent quatre branches qui s'évasent vers l'extérieur et dont les extrémités courbes s'inscrivent sur la circonférence d'un même cercle, ce qui donne une forme circulaire à l'ensemble.

## Histoire

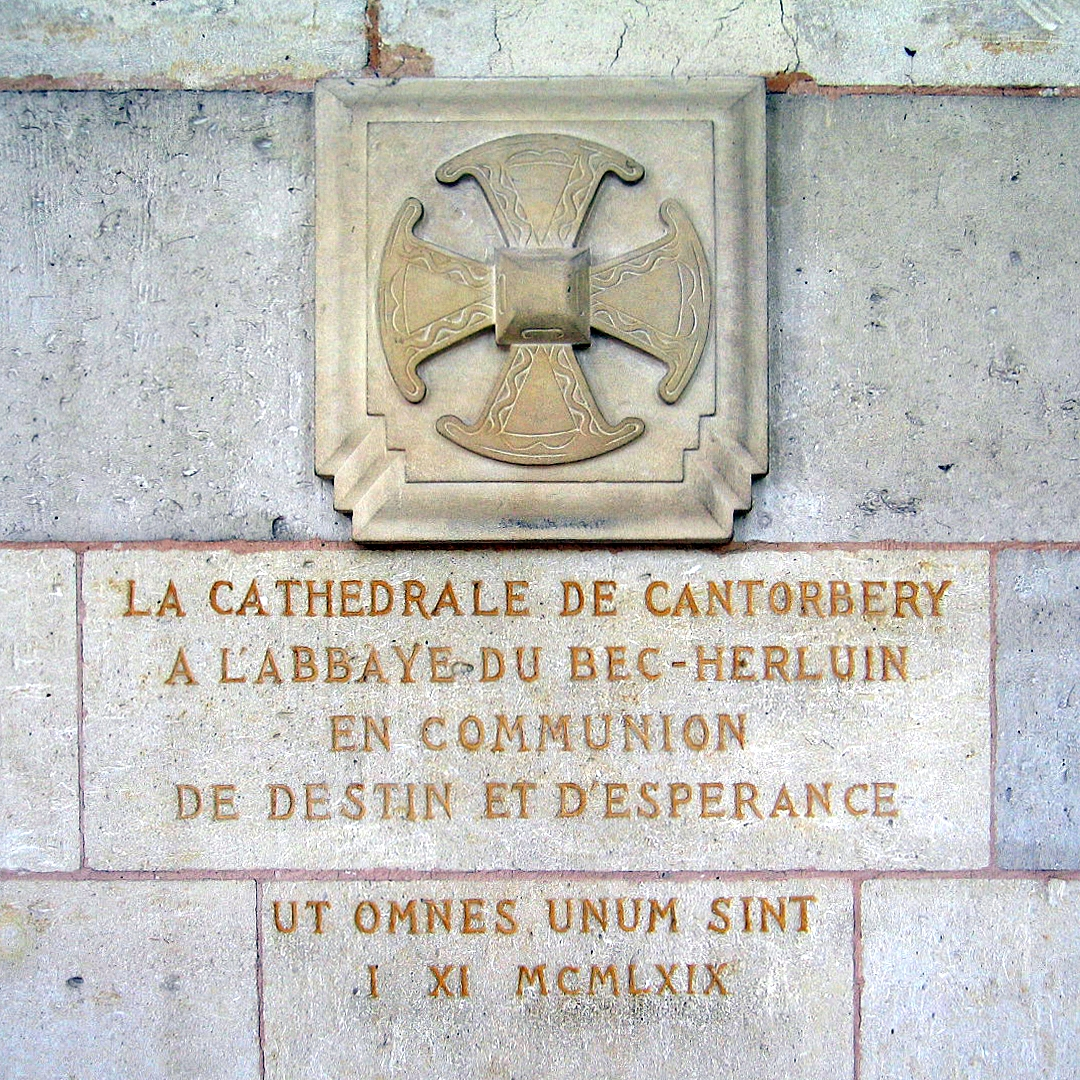
La croix de Cantorbéry à l'abbaye du Bec-Hellouin

Une croix de Cantorbéry en pierre se trouve à la cathédrale de Cantorbéry, haut lieu de l'Église d'Angleterre. Elle est le symbole de la Communion anglicane et on en vend des reproductions à la boutique de souvenirs. En 1932, une croix de Cantorbéry, fabriquée en pierres de la région de Cantorbéry, a été envoyée à chacune des cathédrales diocésaines anglicanes du monde entier afin de signifier cette union spirituelle.
En 1969, la cathédrale de Cantorbéry a offert une représentation de la croix à l'abbayeNotre-Dame du Bec-Hellouin, « en communion de destin et d'espérance ». Ce bas-relief est situé sur le mur nord de l'église abbatiale, à l'entrée à gauche.

## Galerie

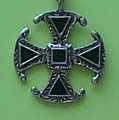
Une croix de Cantorbéry
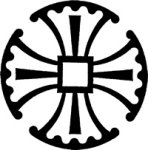
Schéma de la croix de Cantorbéry
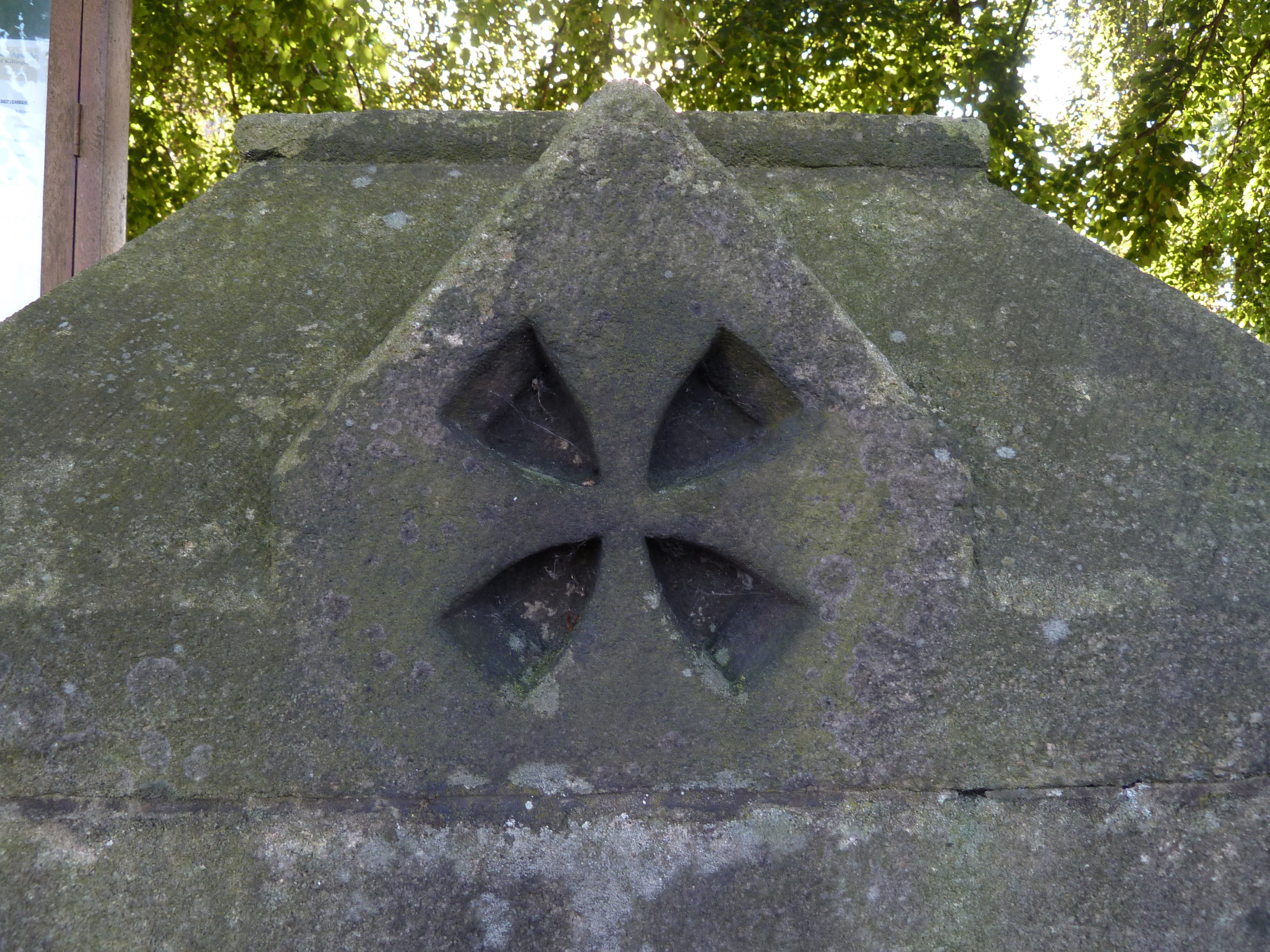
L'une des croix de Cantorbéry de l'église Saint-Thomas de Killinghall (district de Harrogate, Yorkshire du Nord)
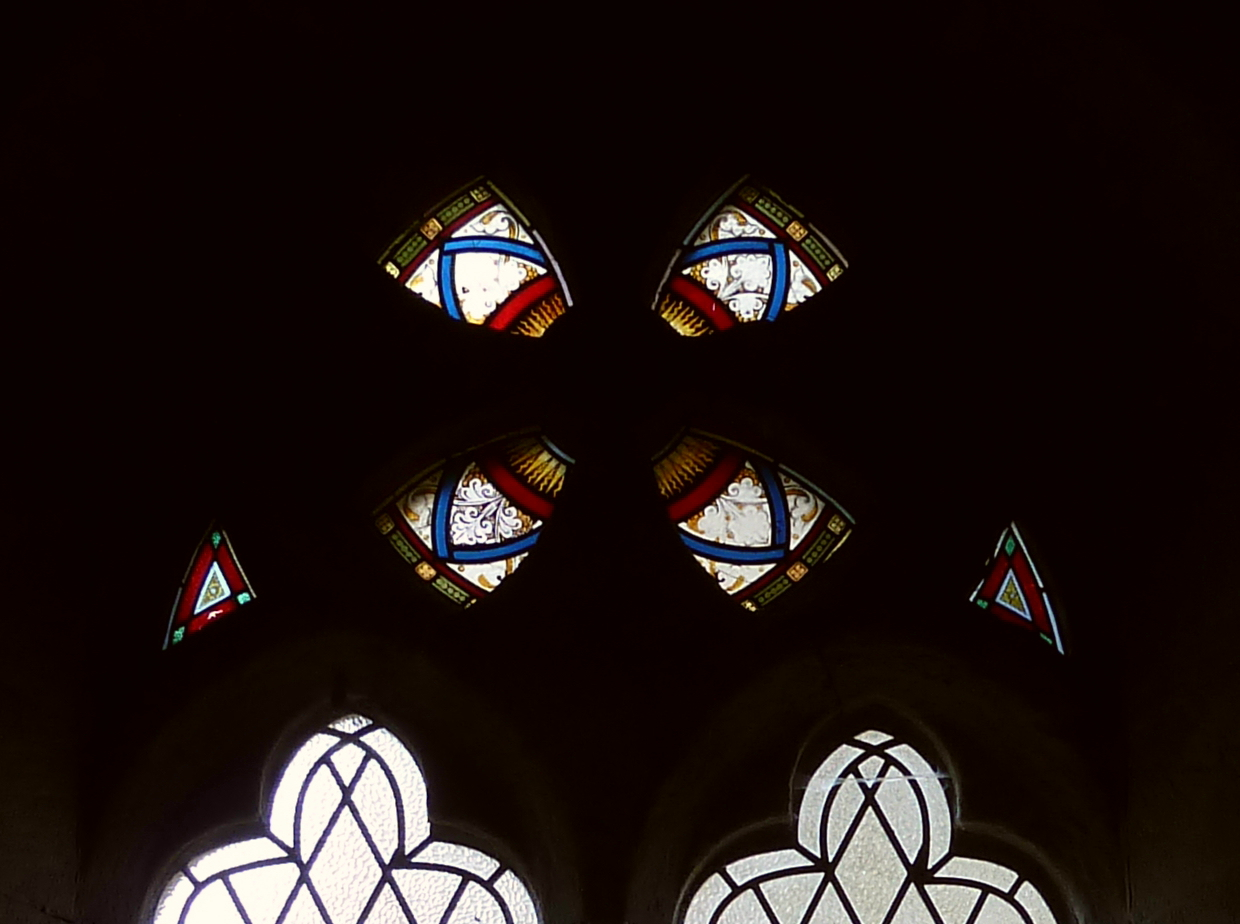
Vitrail en forme de croix de Cantorbéry, église Saint-Thomas de Killinghall